# Hayao Miyazaki
Hayao Miyazaki (宮崎 駿 Miyazaki Hayao?, n. 5 ianuarie 1941) este un regizor, producător, scenarist, animator, scriitor și desenator de manga japonez. Este co-fondatorul Studio Ghibli, înființat în 1985. 
Cu o carieră de peste cincizeci de ani, Miyazaki este comparat cu Walt Disney, Steven Spielberg și Orson Welles. În 2002 a câștigat Premiul Oscar pentru cel mai bun film de animație pentru Călătoria lui Chihiro, iar în 2014 a primit Premiul Oscar pentru întreaga carieră.

## Filmografie
| An   | Titlu                              | Regizor | Producător | Producător executiv | Scenarist | Actor | Note        | RT   |
| ---- | ---------------------------------- | ------- | ---------- | ------------------- | --------- | ----- | ----------- | ---- |
| 1979 | The Castle of Cagliostro           | Da      |            |                     | Da        |       |             | 90%  |
| 1984 | Nausicaä of the Valley of the Wind | Da      |            |                     | Da        |       |             | 87%  |
| 1986 | Castle in the Sky                  | Da      |            |                     | Da        |       |             | 95%  |
| 1988 | My Neighbor Totoro                 | Da      |            |                     | Da        |       |             | 93%  |
| 1989 | Kiki's Delivery Service            | Da      | Da         |                     | Da        |       |             | 96%  |
| 1991 | Only Yesterday                     |         |            | Da                  |           |       |             | 100% |
| 1992 | Porco Rosso                        | Da      |            |                     | Da        |       |             | 94%  |
| 1994 | Pom Poko                           |         |            | Da                  |           |       |             | 78%  |
| 1995 | Whisper of the Heart               |         | Da         |                     | Da        |       |             | 91%  |
| 1995 | On Your Mark                       | Da      |            |                     |           |       | Videoclip   |      |
| 1997 | Princess Mononoke                  | Da      |            |                     | Da        |       |             | 92%  |
| 2001 | Spirited Away                      | Da      |            |                     | Da        |       |             | 97%  |
| 2001 | Whale Hunt                         | Da      |            |                     | Da        |       | Scurtmetraj |      |
| 2002 | Koro's Big Day Out                 | Da      |            |                     | Da        |       | Scurtmetraj |      |
| 2002 | Mei and the Kittenbus              | Da      |            |                     | Da        |       | Scurtmetraj |      |
| 2002 | Imaginary Flying Machines          | Da      |            |                     | Da        |       | Scurtmetraj |      |
| 2002 | The Cat Returns                    |         | Da         |                     |           |       |             | 89%  |
| 2004 | Howl's Moving Castle               | Da      |            |                     | Da        |       |             | 87%  |
| 2006 | Monmon the Water Spider            | Da      | Da         |                     | Da        |       | Scurtmetraj |      |
| 2006 | House-hunting                      | Da      | Da         |                     | Da        |       | Scurtmetraj |      |
| 2006 | The Day I Harvested a Planet       | Da      |            |                     | Da        |       | Scurtmetraj |      |
| 2008 | Ponyo                              | Da      |            |                     | Da        |       |             | 92%  |
| 2010 | Mr. Dough and the Egg Princess     | Da      |            |                     | Da        |       | Scurtmetraj |      |
| 2010 | The Secret World of Arrietty       |         | Da         |                     | Da        |       |             | 95%  |
| 2011 | From Up on Poppy Hill              |         | Da         |                     | Da        |       |             | 83%  |
| 2013 | The Wind Rises                     | Da      |            |                     | Da        |       |             | 89%  |
| 2013 | The Kingdom of Dreams and Madness  |         |            |                     |           | Da    | Documentary | 90%  |
| 2018 | Boro the Caterpillar               | Da      |            |                     |           |       | Scurtmetraj |      |